# Bataille de Derna (1805)
Pour les articles homonymes, voir Bataille de Derna.
Guerre de Tripoli
Batailles
- Tripoli (1er)
- Port de Tripoli (1er)
- Tripoli (2e)
- Port de Tripoli (2e)
- Derna

La bataille de Derna eut lieu à Derna, en Cyrénaïque (actuelle Libye), les 27 avril et 13 mai 1805, dans le cadre de la guerre de Tripoli, et opposa une armée de mercenaires, accompagnée d'un détachement de soldats et marins américains et commandée par William Eaton, aux forces du dey de Tripoli, vassal de l'Empire ottoman. La ville de Derna fut prise par les troupes du général Eaton le 27 avril. Une tentative de reprise de la ville par les forces du dey de Tripoli fut repoussée le 13 mai. Cette bataille fut décisive en vue d'un traité de paix qui fut signé le 11 juin 1805.
C'est la première bataille remportée par les États-Unis sur un sol étranger.